# Ostrovu Corbului, Mehedinți
Ostrovu Corbului este un sat în comuna Hinova din județul Mehedinți, Oltenia, România.